# Kwietyzm
Kwietyzm (łac. quietus, spokój) – nurt teologii i duchowości w Kościele katolickim, uznany za herezję, kładący nacisk na osiągnięcie mistycznie pojętego spokoju wewnętrznego drogą zupełnej bierności oraz wyrzeczenia się wolnej woli. 

## Historia nurtu
Za twórcę kwietyzmu uważa się hiszpańskiego księdza, Miguela de Molinos, zaś głównym propagatorem tego nurtu był biskup Cambrai, François Fénelon. 

## Podstawowe założenia
Ideałem kwietyzmu była zupełna bierność wobec działania Bożej łaski. W celu osiągnięcia mistycznego spokoju zalecano wyzbycie się wolnej woli oraz jakiejkolwiek intencji, aby wejść w całkowitą pustkę wewnętrzną. Ważnym elementem kwietyzmu była również tzw. „miłość bezinteresowna” (amour désintéressé), która zakłada, iż człowiek nie powinien pragnąć lub oczekiwać od Boga czegokolwiek, w tym także zbawienia lub bliskiej relacji. Zdaniem kwietystów, chęć osiągnięcia jedności z Bogiem zawiera w sobie elementy miłości własnej, a więc przeciwstawia się czystej miłości do Boga.

## Odpowiedź Kościoła katolickiego
Kościół katolicki potępił kwietyzm, ogłaszając, że:
- odrzucenie błogosławieństwa i nagrody, kiedy obiecuje ją Bóg, jest przejawem pychy, ponieważ w ten sposób człowiek neguje coś, czym Bóg sam chce obdarować człowieka[1];
- miłość, która daje, niczego nie oczekując od Boga, nie jest miłością wzajemną, zwłaszcza wtedy, gdy człowiek odrzuca gotowość Boga do ofiarowania duszy łaski[1];
- „miłość bezinteresowna” w rozumieniu kwietystów jest sprzeczna z naturą ludzką, która w mniejszym lub większym stopniu czyni dobro także z myślą o własnym dobru, zwłaszcza gdy chodzi o dobro wieczne[1];
- według Listu do Hebrajczyków, przystępujący do Boga musi uwierzyć, że Bóg jest i że wynagradza tych, którzy Go szukają (Hbr 11,6), a więc wiara kwietystyczna jest wiarą zubożoną[1].

Kwietyzm został potępiony przez papieży Innocentego XI w 1687 r., Innocentego XII w 1699 r. oraz Piusa XII w 1943 r. W encyklice Mystici corporis (par. 74) czytamy:
Tu błąd na tym polega, że całe życie chrześcijańskie i jego postęp w cnocie przypisuje się jedynie działaniu Ducha Św. z wykluczeniem i odrzuceniem wszystkiego, co z naszej strony należy się czynić jako towarzyszom i pomocnikom. Nie może wprawdzie nikt temu zaprzeczyć, że Św. Duch Jezusa Chrystusa jest tym jedynym źródłem, z którego wypływa wszelka niebieska moc na Kościół i Jego członki (...). A jednak to, że ludzie w dziejach świętości niezachwianie trwają i to, że w łasce i cnotach postępują z ochotą, i to nareszcie, że nie tylko sami gorliwie dążą do szczytów doskonałości chrześcijańskiej, ale i innych do osiągnięcia tej wedle sił pobudzają, tego wszystkiego Duch Św. nie chce sam działać, jeśli ludzie z codzienną czynną gorliwością swoich obowiązków nie pełnią.